# داريل وايت (لاعب كرة قدم أسترالية)
داريل وايت (بالإنجليزية: Darryl White)‏ هو لاعب كرة قدم أسترالية أسترالي، ولد في 12 يونيو 1973 في أليس سبرينغز في أستراليا.

## وصلات خارجية
- داريل وايت على موقع AustralianFootball.com (الإنجليزية)
- داريل وايت على موقع AFLtables.com (الإنجليزية)